# Долина (Тржич)
Долина (словен. Dolina) — поселення в общині Тржич, Горенський регіон, Словенія. Висота над рівнем моря: 730,9 м.